# Veréb fesztivál
A Veréb fesztivál egy évente megrendezett csornai zenei fesztivál, amely 2006 óta kerül megrendezésre. A rendezvény helyszíne a Csornai Termálfürdő és camping. A fesztivál főszervezői Bognár András és Bognár László.
A fesztivál a korábbi években többnapos rendezvény volt, ám az utolsó Veréb fesztivál csak egy naposra sikeredett.
A Veréb fesztivál nevét onnan kapta, hogy a szervezők találtak egy verebes pecsétet egy padláson.
A Veréb fesztivál megszűnéséhez több ok is hozzájárult, ezek többek közt a bizonytalan rendezési helyszín, a kevés szponzor, valamint a változó és szigorodó jogszabályi háttér.

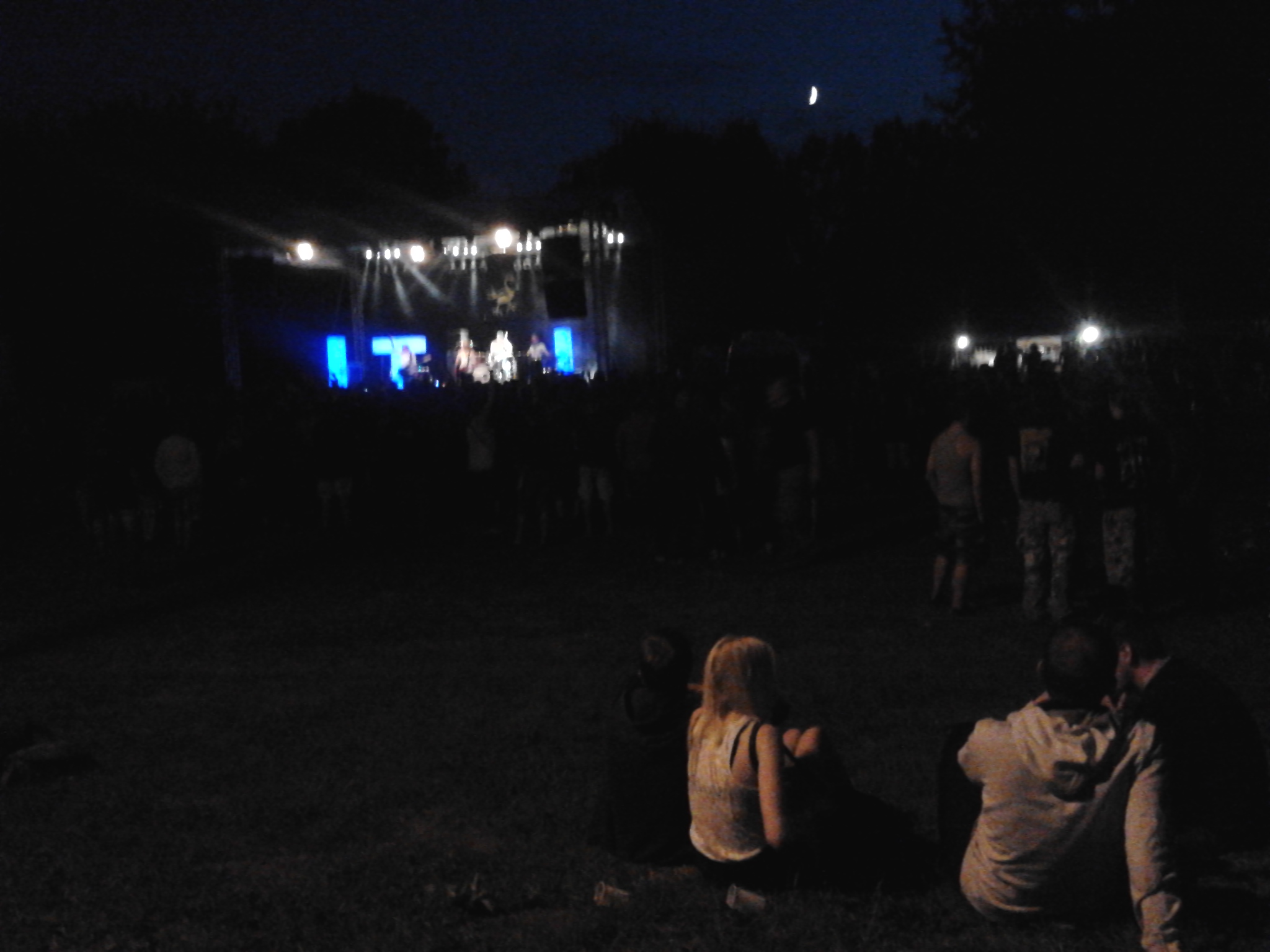
Az Intim Torna Illegál a Veréb fesztiválon 2013-ban

A fesztivál fellépői 2013-ban a(z):
- Alvin és a mókusok

- Supernem

- Intim Torna Illegál

- Rózsaszín Pittbull

- Mary Popkids

- Pluto (zenekar)

- Jóvilágvan[3]

## A 2006-os Veréb fesztivál
A 2006-os Veréb fesztivál az első volt a fesztivál történetében. Az első alkalommal hat zenekar lépett fel a rendezvényen. a fesztivál kezdeti népszerűsége inspirálta a rendezőket arra, hogy további, immáron többnapos rendezvényt hozzanak létre.

## A 2007-es Veréb fesztivál
A II. Veréb fesztivált 2007. július 20 és 21 közt tartották a Csornai Termálfürdő területén. A kétnapos fesztiválon több, mint 15 zenekar lépett fel. Felléptek többek közt a The Buttholes, a Végítélet, a Hatóságilag Tilos, a Fegyelmező Részleg, az Embers, a Rollin Wallowin és a Végállomás.

## A 2010-es Veréb fesztivál
2010-ben közel harminc fellépő volt a Veréb fesztiválon, amely három napos rendezvény volt.  Az eseményt 2010. július 29 és 31 közt tartották meg a camping területén. Az ötödik Veréb fesztiválon fellépett többek közt az Insane, a Subscribe, a Road, a Prosectura, a Rózsaszín Pittbull, a SKA-Pécs, a Merde!, az Esdear, a Zárójelentés, a Vészkijárat, a My Sweet Shadow, a Bőgőmasina, a Testi Egyveleg, a Szeszkor, a The Three Teadies, a Doghitters, a Direkt!?, a Ted's Village, a Don't Say A Word, a Liberal Youth, a Social Free Face, a Semmi Komoly, a Végállomás, a Happy 8 Friend's, a Radical Crush.

## A 2012-es Veréb fesztivál
A 7. Veréb fesztivált 2012. július 26 és 28 közt rendezték a Csornai Termálfürdő és camping területén. A 2012-es fesztiválon felléptek a Depresszió, az Alvin és a mókusok, a Punnany Massif, a The Carbonfools, a Supernem, a Paddy and the Rats, a Rózsaszín Pittbull, a Prosectura, a Till We Drop, a Nikson, az Insane, a Long Way Down (Hollandiából, a Nonverse, a Végállomás és Palotai&Sikztah. A 2012-es évre kiírt fesztivál kívánságlistára első helyen a Quimby zenekar került, de előkelő helyen végzett a 30Y, a Punnany Massif, a Road, az Irie Maffia és a Kiscsillag zenekarok is.

## Korábbi fellépők
- Insane
- Prosectura
- Road
- Ska-Pécs
- Subscribe[7]